# Ubayda
Ubayda, död efter 830, var en arabisk Qiyan-musiker (tembûr och pandura) och sångare.
Hennes far var slav hos kalifens guvernör i Egypten, Abdallah ibn Tahir al-Khurasani. Hon undervisades i tembûr-spel av Al-Zabaidi al-Tunburi. Efter sina föräldrars död köptes hon av Ali ibn al-Faraj al-Jahhi, med vilken hon fick en son. Som slav arbetade hon som professionell musiker, sångerska och kurtisan och tjänade en förmögenhet på rika älskare.
Ubayda beskrevs som sin samtids mest framträdande instrumentalist. Hon var berömd i Arabvärlden för sitt tembûr-spel, och hennes manliga rival Masdud vägrade tävla med henne i rädsla för att hon skulle vinna, och musikern Ishaq al-Mawsili sade om henne, att "Den som önskar överträffa Ubayda i tembûr-spel skulle enbart skapa oväsen".